# Leucipo (rei de Sicião)
Leucipo, na mitologia grega, foi o oitavo rei de Sicião, reinando por cinquenta e três anos, de 1817 a.C. a 1764 a.C., sucedendo a Turímaco e sendo sucedido por Messapo, que foi sucedido por Erato. Eusébio se baseou em Castor de Rodes ao descrever os reis de Sicião.
Segundo Pausânias, Leucipo era filho de Turímaco, e não teve filhos homens, mas apenas uma filha, Calchinia, que teve Perato com Posidão. Perato foi criado por Leucipo, e tornou-se o seu sucessor.